# Elisha Sam
Elisha Bruce Sam (Antwerpen, 31 maart 1997), is een Belgisch voetballer die als aanvaller  voor Patro Eisden Maasmechelen tot het seizoen 2023-2024 voor deze club speelde.

## Carrière
Elisha Sam speelde in de jeugd van Standard Luik, waarna hij in 2017 naar Hapoel Akko vertrok. Hier speelde hij een half jaar op het hoogste niveau van Israël, de Ligat Ha'Al. Halverwege het seizoen vertrok hij naar Hapoel Nazareth Illit, wat een niveau lager speelde. 
In de zomer van 2018 transfereerde hij naar FC Eindhoven.
Na een jaar koos hij voor een nieuwe uitdaging bij de promovendus in de Bulgaarse hoogste klasse FK Arda Kardzjali. Vanwege het aanwezige racisme zette hij vroegtijdig een punt achter de samenwerking. 
In de zomer van 2020 tekende hij een contract voor een jaar bij het Engelse Notts County dat uitkwam in de National League. Op zaterdag 27 februari 2021 scoorde Elisha een fenomenale goal tegen Oxford City in de FA Trophy. Zijn doelpunt kreeg internationale aandacht en ging de wereld rond. Op 1 juni 2022 werd in onderling overleg het contract met Notts County stop gezet.
Op 23 juni tekende Elisha een contract bij het Belgische Patro Eisden Maasmechelen dat in Eerste klasse amateurs uitkwam.
In het seizoen 2022-23 speelde Sam met Patro Eisden Maasmechelen kampioen, met zijn 13 doelpunten had hij een grote inbreng in het behalen van het kampioenschap.
Op 29 augustus 2024 werd door Patro Eisden Maasmechelen bekent gemaakt dat Sam de overstap maakte naar het Cypriotische Enosis Neon Paralimni.

### Statistieken
| Seizoen        | Club                      | Land               | Competitie       | Competitie | Competitie | Beker | Beker | Overig | Overig | Totaal | Totaal |
| Seizoen        | Club                      | Land               | Competitie       | Wed.       | Dlp.       | Wed.  | Dlp.  | Wed.   | Dlp.   | Wed.   | Dlp.   |
| -------------- | ------------------------- | ------------------ | ---------------- | ---------- | ---------- | ----- | ----- | ------ | ------ | ------ | ------ |
| 2017/18        | Hapoel Akko               | Vlag van Israël    | Ligat Ha'Al      | 7          | 0          | 5     | 1     | —      | —      | 12     | 1      |
| 2017/18        | → Hapoel Nazareth Illit   | Vlag van Israël    | Liga Leumit      | 15         | 1          | 0     | 0     | —      | —      | 15     | 1      |
| 2018/19        | FC Eindhoven              | Vlag van Nederland | Eerste divisie   | 33         | 8          | 0     | 0     | —      | —      | 33     | 8      |
| 2019/20        | FK Arda Kardzjali         | Vlag van Bulgarije | Parva Liga       | 18         | 3          | 1     | 0     | —      | —      | 19     | 3      |
| 2020/21        | Notts County FC           | Vlag van Engeland  | National League  | 26         | 3          | 1     | 0     | 5      | 4      | 32     | 7      |
| 2021/22        | Notts County FC           | Vlag van Engeland  | National League  | 23         | 6          | 2     | 0     | 2      | 2      | 27     | 8      |
| 2022/23        | Patro Eisden Maasmechelen | Vlag van België    | Eerste nationale | 25         | 13         | 2     | 1     | —      | —      | 27     | 14     |
| 2023/24        | Patro Eisden Maasmechelen | Vlag van België    | Eerste nationale | 24         | 4          | 1     | 0     | —      | —      | 25     | 4      |
| 2024/25        | Enosis Neon Paralimni     | Vlag van Cyprus    | A Divizion       | 2          | 1          | 0     | 0     | —      | —      | 2      | 1      |
| Carrièretotaal | Carrièretotaal            | Carrièretotaal     | Carrièretotaal   | 173        | 39         | 12    | 2     | 7      | 6      | 192    | 47     |

Bijgewerkt tot 24 september 2024